# Liste der Biografien/Tir
Liste der Biografien |
Portal Biografien |
Personensuche
# |
A |
B |
C |
D |
E |
F |
G |
H |
I |
J |
K |
L |
M |
N |
O |
P |
Q |
R |
S |
T |
U |
V |
W |
X |
Y |
Z |
?
 
Ta |
Tc |
Te |
Tf |
Tg |
Th |
Ti |
Tj |
Tk |
Tl |
Tm |
To |
Tq |
Tr |
Ts |
Tu |
Tv |
Tw |
Tx |
Ty |
Tz
 
Tia |
Tib |
Tic |
Tid |
Tie |
Tif |
Tig |
Tih |
Tii |
Tij |
Tik |
Til |
Tim |
Tin |
Tio |
Tip |
Tiq |
Tir |
Tis |
Tit |
Tiu |
Tiv |
Tiw |
Tix |
Tiy |
Tiz
Die Liste der Biografien führt alle Personen auf, die in der deutschsprachigen Wikipedia einen Artikel haben. Dieses ist eine Teilliste mit 99 Einträgen von Personen, deren Namen mit den Buchstaben „Tir“ beginnt.

## Tir
- Tir, Hossein (* 1997), iranischer Grasskiläufer

### Tira
- Tira, Olia (* 1988), moldauische Sängerin
- Tira, Tara (* 1985), US-amerikanische Wasserspringerin
- Tirabassi, Airton (* 1990), brasilianischer Fußballspieler
- Tirabassi, Bernardo Maria (1801–1865), italienischer römisch-katholischer Geistlicher und Bischof von Ferentino
- Tirabassi, Filippo (* 1990), italienischer Schauspieler
- Tiraboschi, Girolamo (1731–1794), italienischer Ordensgeistlicher, Romanist und Literarhistoriker
- Tiradentes (1746–1792), brasilianischer Freiheitskämpfer und Nationalheld BrasiliensTiradentes (1746–1792)

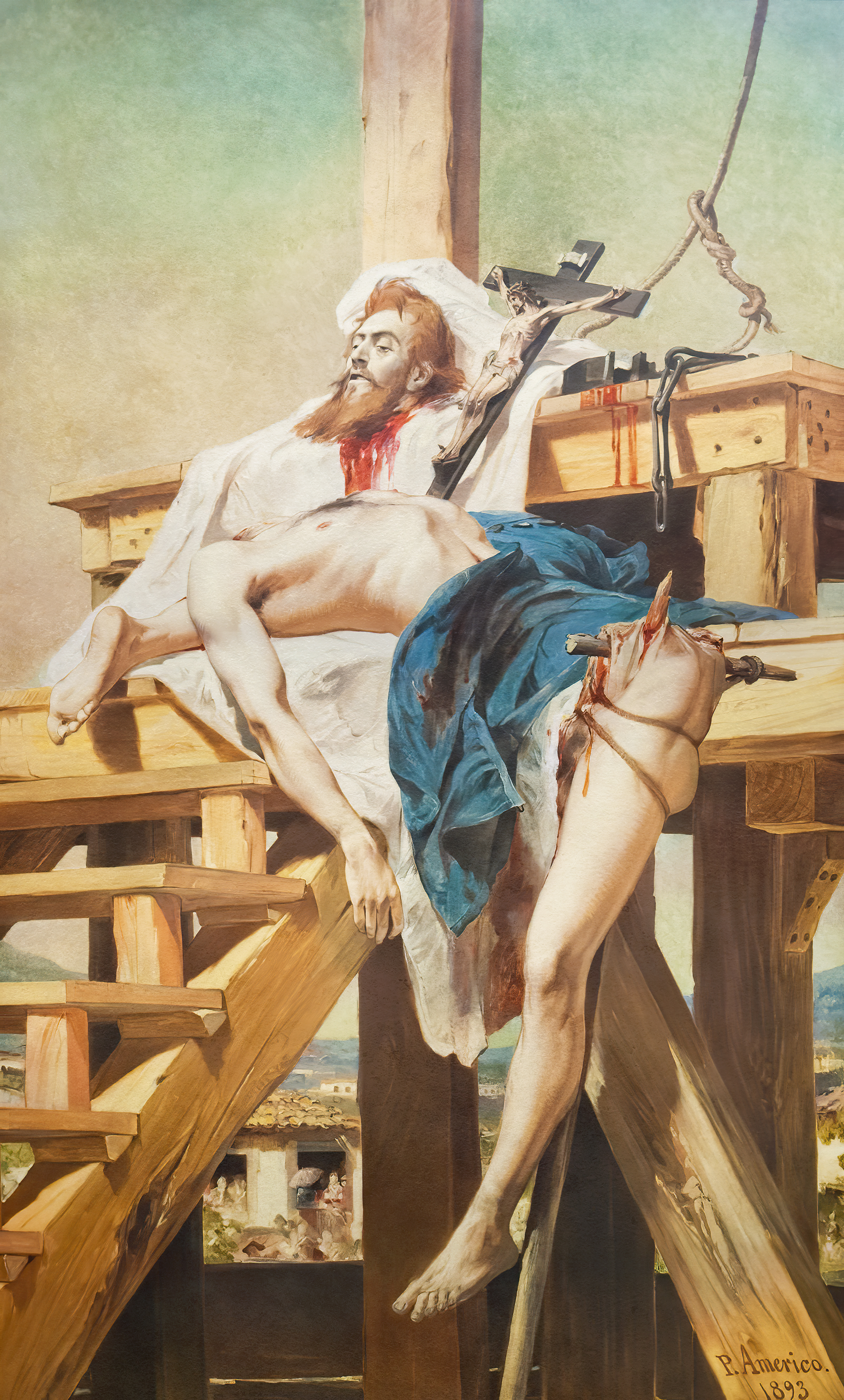
Tiradentes (1746–1792)

- Tirado Mazo, Edgar Hernando (* 1939), kolumbianischer Ordensgeistlicher, emeritierter Apostolischer Vikar von Tierradentro
- Tirado Pedraza, José de Jesús (1908–1993), mexikanischer Geistlicher, Erzbischof von Monterrey
- Tirado, Jacob († 1620), Mitgründer der ersten sephardischen Gemeinde von Amsterdam
- Tirado, Linda, US-amerikanische Autorin, Fotografin und Aktivistin
- Tirado, Luis (1906–1964), chilenischer Fußballspieler
- Tirado, María (* 2001), venezolanische Leichtathletin
- Tirados, Paola (* 1980), spanische Synchronschwimmerin
- Tiraios I., König der Charakene (um 95/94 v. Chr. – 90/89 v. Chr.)
- Tiraios II., König der Charakene (um 79 v. Chr. – um 49 v. Chr.)
- Tirala, Lothar Gottlieb (1886–1974), österreichischer Mediziner, Zoologe, Hochschullehrer und Rassenhygieniker
- Tirali, Andrea († 1737), italienischer Ingenieur und Architekt
- Tiralongo, Paolo (* 1977), italienischer Radrennfahrer
- Tiran, Itay (* 1980), israelischer Schauspieler und Regisseur
- Tirante, Thiago Agustín (* 2001), argentinischer TennisspielerThiago Agustín Tirante (* 2001)

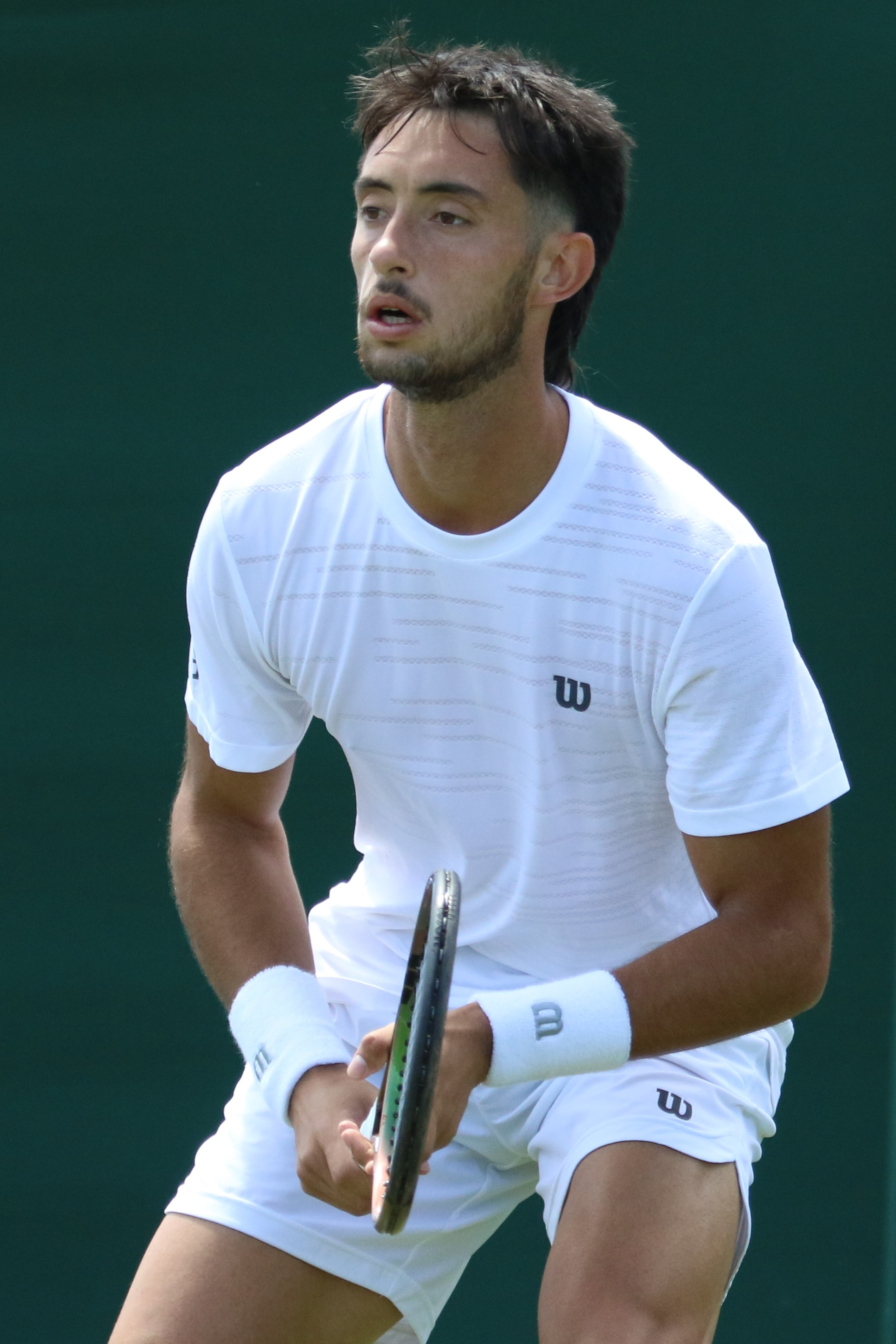
Thiago Agustín Tirante (* 2001)

- Tirao, Cacho (1941–2007), argentinischer Gitarrist und Komponist folkloristischer Musik
- Tirapon Thanachartkul (* 1998), thailändischer Fußballspieler
- Tirapu de Goñi, Ainhoa (* 1984), spanische Fußballspielerin
- Tirard, Anne (1917–2003), britische Schauspielerin
- Tirard, Laurent (1967–2024), französischer Drehbuchautor und Filmregisseur
- Tirard, Paul (1879–1945), französischer Politiker, Hochkommissar und Präsident der Rheinlandkommission (1919–1930)
- Tirard, Pierre (1827–1893), französischer Politiker und Premierminister
- Tirard, René (1899–1977), französischer Sprinter
- Tiratelli, Aurelio (1842–1900), italienischer Maler

### Tire
- Tireh (* 1983), US-amerikanischer R&B-Sänger
- Tirel, Guillaume (1312–1395), Chefkoch König Karls V. von Frankreich
- Tirelli, Emma (1886–1957), italienische Kamaldulenserin und Klostergründerin in Frankreich
- Tirén, Gerda (1858–1928), schwedische Malerin und Illustratorin
- Tirera, Meiya (* 1986), malische Basketballspielerin
- Tiretta, Edoardo (1731–1809), italienischer Architekt und Abenteurer

### Tirf
- Tirfor, Schweizer Basketballspielerin

### Tiri
- Țiriac, Ion (* 1939), rumänischer Eishockeyspieler, Tennisspieler und UnternehmerIon Țiriac (* 1939)

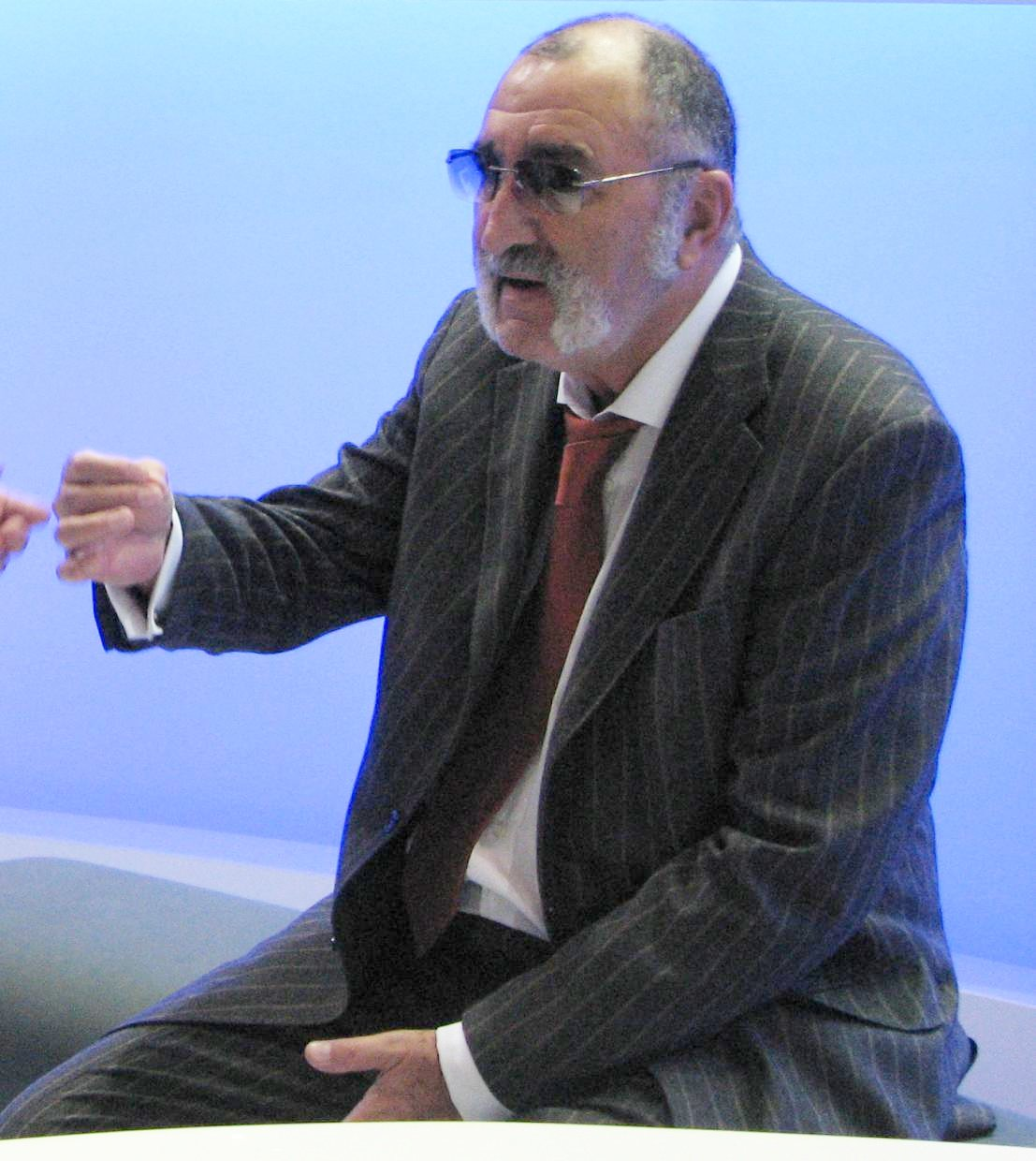
Ion Țiriac (* 1939)

- Tiriakian, Haig (1871–1915), osmanisch-armenischer Verleger und Politiker
- Tiribazos, persischer Satrap von Lydien
- Tiribilli, Michelangelo Riccardo Maria (1937–2025), italienischer Ordensgeistlicher, Abt von Monte Oliveto Maggiore, Generalabt der Olivetaner
- Tirić, Zvonimir (* 2003), kroatischer Speerwerfer
- Tiridates I., parthischer König
- Tiridates II., parthischer Usurpator
- Tiridates III., parthischer König
- Tirikatene, Rino (* 1972), neuseeländischer Politiker der New Zealand Labour Party
- Tirikatene-Sullivan, Whetu (1932–2011), neuseeländische Politikerin
- Tirilly, Louis-Bertrand (1912–2002), französischer Priester, Bischof von Taiohae
- Tirinus, Jacobus (1580–1636), Theologe
- Tirinzoni, Silvana (* 1979), Schweizer Curlerin
- Tirion, Isaak (1705–1765), niederländischer Buchhändler und Verleger

### Tirk
- Tirkey, Clement (* 1947), indischer Geistlicher, emeritierter römisch-katholischer Bischof von Jalpaiguri
- Tirkey, Francis (* 1961), indischer römisch-katholischer Geistlicher, Bischof von Purnea
- Tirkkonen, Pekka, finnischer Skispringer
- Tirkkonen, Pekka (* 1968), finnischer Eishockeyspieler und -trainer
- Tirkkonen-Condit, Sonja (* 1940), finnische Übersetzungswissenschaftlerin

### Tirl
- Țîrle, Radu (* 1967), rumänischer Politiker, MdEP

### Tirm
- Tirmann, Nicolaus († 1437), Dresdner Ratsherr und Bürgermeister
- Tirmidhī, Muhammad ibn ʿĪsā at- (825–892), Sammler von Hadithen (Aussprüchen des Propheten Mohammed)

### Tirn
- Tirnanić, Aleksandar (1910–1992), jugoslawischer Fußballspieler und -trainer
- Tirnanić, Milana (* 1994), serbische Leichtathletin
- Tirnthal, Rudolf (1925–1991), österreichischer Politiker (SPÖ), Abgeordneter zum Nationalrat, Mitglied des Bundesrates

### Tiro
- Tiro, Abram Onkgopotse (1947–1974), südafrikanischer Aktivist
- Tiro, Hasan di (1925–2010), indonesisch-schwedischer Gründer einer Separatistenorganisation in Aceh
- Tiro, Marcus Tullius († 4 v. Chr.), römischer Gelehrter, Sekretär von Marcus Tullius Cicero
- Tirol, Hans, deutscher Baumeister
- Tirole, Jean (* 1953), französischer Ökonom, insbesondere Industrieökonom
- Tirolien, Guy (1917–1988), französischer Dichter und Erzähler der Négritude
- Tirolien, Malika (* 1983), französische Fusionmusikerin (Gesang, Songwriting)
- Tirolien, Patrice (1946–2019), französischer Politiker (PS), Mitglied der Nationalversammlung, MdEP
- Tiron, Evelyne (* 1999), rumänische Tennisspielerin
- Tirona, Emiliano Tria (* 1882), philippinischer Politiker
- Tironi, Francesco, venezianischer Vedutist
- Tirop, Agnes Jebet (* 1995), kenianische Langstreckenläuferin
- Tirop, Sammy (* 1959), kenianischer Mittelstreckenläufer

### Tirp
- Tırpan, Sabri Tuluğ (* 1970), türkischer Pianist und Komponist
- Tırpan, Tınaz (* 1939), türkischer Fußballspieler und -trainer
- Tirpitz, Alfred von (1849–1930), deutscher Großadmiral und Politiker (DNVP), MdRAlfred von Tirpitz (1849–1930)

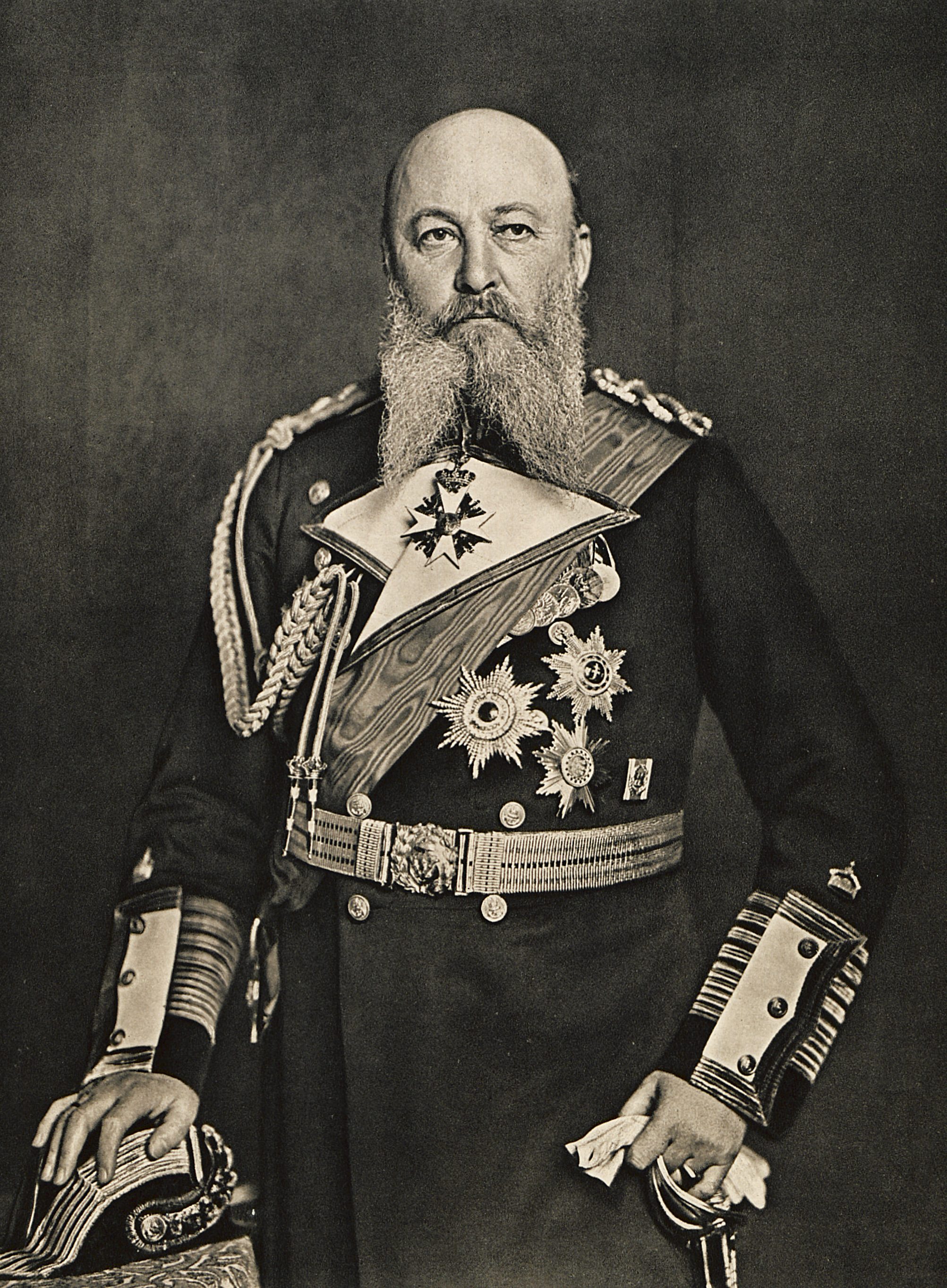
Alfred von Tirpitz (1849–1930)

- Tirpitz, Ebba (1890–1972), deutsche Ordensfrau, Generaloberin der Mariannhiller Missionsschwestern
- Tirpitz, Wolfgang von (1887–1968), deutscher Marineoffizier, Wirtschaftsfunktionär und Politologe

### Tirr
- Tirrell, Charles Q. (1844–1910), US-amerikanischer Politiker
- Tirrell, David A. (* 1953), US-amerikanischer Chemiker
- Tirrill, Allen Augustus (1872–1925), US-amerikanischer Elektrotechniker
- Tirrito, Fedele (1717–1801), italienischer Maler

### Tirs
- Tirsch-Kastner, Lisl (1894–1984), deutsch-österreichische Schauspielerin und Sängerin

### Tirt
- Tirtosentono, Alyssa (* 2000), niederländische Badmintonspielerin

### Tiru
- Țîru, Bogdan (* 1994), rumänischer Fußballspieler
- Tiru, Märt (1947–2005), estnischer Brigadegeneral
- Tiru, Stephen M. (1937–2012), indischer Priester, römisch-katholischer Bischof
- Tīruma, Elīza (* 1990), lettische Rennrodlerin
- Tīruma-Eichhorn, Maija (* 1983), lettische Rennrodlerin
- Tiruttakkadevar, tamilischer Dichter
- Tiruvalluvar, tamilischer Dichter

### Tirv
- Tirvert, Eugène (1881–1948), französischer Maler der École de Rouen

### Tiry
- Tiryaki, Cansu, türkische Fußballschiedsrichterin
- Tiryaki, Mustafa (* 1987), englisch-türkischer Fußballspieler
- Tiryaki, Tuana Naz (* 2006), türkische Kinderdarstellerin
- Tiryakian, Edward Ashod (1929–2025), US-amerikanischer Soziologe